# Пловка
Пловка (болг. Пловка) — село в Болгарии. Находится в Кырджалийской области, входит в общину Кирково. Население составляет 100 человек.

## Политическая ситуация
В местном кметстве Пловка, в состав которого входит Пловка, должность кмета (старосты) исполняет Танер Тасим Моллахасан (Движение за права и свободы (ДПС)) по результатам выборов правления кметства.
Кмет (мэр) общины Кирково —  Шукран Кязим Идриз (Движение за права и свободы (ДПС)) по результатам выборов в правление общины.